# Dawit Benidze
Dawit Benidze (ur. 15 lutego 1991) – gruziński szachista, arcymistrz od 2013 roku.

## Kariera szachowa
Wielokrotnie reprezentował Gruzję na mistrzostwach świata i Europy juniorów w różnych kategoriach wiekowych, zdobywając 4 medale: złoty (Herceg Novi 2005 – ME do 14 lat), srebrny (Kallithea 2001 – ME do 10 lat) oraz dwa brązowe (Ürgüp 2004 – ME do 14 lat, Fermo 2009 – ME do 18 lat). Był również reprezentantem Gruzji na olimpiadzie szachowej juniorów (do 16 lat) w Ağrı (2006), zdobywając wspólnie z drużyną srebrny medal. W 2010 r. zdobył w Zurychu brązowy medal akademickich mistrzostw świata.
Normy na tytuł arcymistrza wypełnił w latach 2010 (w Zurychu, akademickie mistrzostwa świata), 2011 (w Maszhadzie, dz. I m. wspólnie z m.in. Siergiejem Tiwiakowem, Jewgienijem Glejzerowem i Michaiłem Ułybinem) oraz 2013 (w Denizli).
Do innych jego sukcesów w turniejach międzynarodowych należą m.in.: 
- dz. II m. w Edirne (2010),
- dz. I m. w Płowdiwie (2012, memoriał Georgia Tringowa, wspólnie z m.in. Kiryłem Georgiewem i Iwanem Czeparinowem),
- dz. I m. w Kahramanmaraşie (2013, wspólnie z m.in. Siergiejem Azarowem i Petyrem Genowem), I m. w Malatyi (2013),
- dz. I m. w Hatayu (2013, wspólnie z m.in. Szotą Azaladze),
- dz. I m. w Bitlisie (2013, wspólnie z m.in. Giorgim Bagaturowem).

Najwyższy ranking w dotychczasowej karierze osiągnął 1 marca 2012 r., z wynikiem 2530 punktów zajmował wówczas 12. miejsce wśród gruzińskich szachistów.